# ريتشارد سوني
ريتشارد سوني (بالإنجليزية: Richard Sunee) (مواليد 12 ديسمبر 1966) هو ملاكم موريشيوسي، مثّل بلاده في الألعاب الأولمبية الصيفية 1996.

## روابط خارجية
ريتشارد سوني على موقع اللجنة الأولمبية الدولية (الإنجليزية)
- ريتشارد سوني على موقع أوليمبيديا (الإنجليزية)
- ريتشارد سوني على موقع اتحاد ألعاب الكومنولث (مؤرشف) (الإنجليزية)